# Станіслав Лам
Станіслав Лам (2 квітня 1891, Тарнополь (тепер Тернопіль) — 5 березня 1965, Париж) — польський історик літератури, критик, бібліограф,  доктор філософії, польський видавець, публіцист, енциклопедист.

## Біографія
Навчався у Львівському університеті де отримав докторський ступінь 
Був редактором кількох польських газет:
1919 р. редактор Przegląd Księgarski; 
1919–1920 р. співредактор Dziennik Powszechny;
1920–1924 р. Tygodnik Ilustrowany та Naokoło świata
Займався видавничою діяльністю: 
1912–1916 р. у Видавництві Товариства ім. Piotr Skarga, Wydawnictwo Macierz Polska у Львові , 
1919–1924р. у Wydawnictwo Polskie R. Веґнер  
1924–1939 р. головний редактором «Księgarnia Wydawnicza Trzaska, Evert i Michalski», де редагував і видав багато книжок та енциклопедій .

### Друга світова війна
Під час Другої світової війни жив у Франції; на той час також перебував у нацистських таборах.  
1944 р. директор Польської книгарні в Парижі, де  збирав матеріали для видавництва «Біографічний словник поляків у світі».
1960 р. — член Польського наукового товариства за кордоном.
Похований на кладовищі Ле-Шампо в Монморансі.
Могила Станіслава Ляма.

## Праці
- Ілюстрована енциклопедія ТЕМ, головний редактор (1925–1932) [5],
- Універсальна енциклопедія у двох томах Тшаски, Еверта та Міхальського, ред. головний , (1932–1933) [7][5],
- Старопольська енциклопедія, вид. головний , (1935) [8][5],
- Універсальна енциклопедія для всіх під ред. головний , (1936),
- Життя серед багатьох, мемуари (1968) [9].